# دوشیزه انگلستان سوم
دوشیزه انگلستان سوم (به انگلیسی: Miss England III) یک کشتی است که طول آن ۳۵ فوت (۱۱ متر) می‌باشد.